# Wir Kuckuckskinder
Wir Kuckuckskinder (russisch Кукушата, или Жалобная песнь для успокоения сердца, Transliteration: Kukuschata, ili schalobnaja pesn dlja uspokojenija serdza) ist ein Roman des russischen Schriftstellers Anatoli Pristawkin.
Pristawkin widmet sich in dem 1989 veröffentlichten Roman, wie schon in Schlief ein goldnes Wölkchen dem Leben russischer  Waisenhauskinder während des Zweiten Weltkrieges. In diesem Buch geht es speziell um das Schicksal der Kinder sogenannter Volksfeinde, die ihre Eltern in der Zeit des Großen Terrors, bzw. der Stalinschen Säuberungen verloren.
Das Buch wurde 1991 mit dem  Deutschen Jugendliteraturpreis ausgezeichnet.

## Handlung
Die Kukuschkins leben in einer kleinen Siedlung auf dem Lande im „Spez“, einem Waisenheim mit Spezialregime für schwererziehbare Kinder und die Kinder sogenannter Volksfeinde, die während der Zeit der großen Säuberungen getötet wurden oder in Arbeitslagern des Archipel Gulag verschwanden. Die Kinder wissen nichts von ihren Eltern und haben in der Sammelstelle alle denselben Nachnamen erhalten: Kukuschkin. Im „Spez“ werden sie wie Aussätzige behandelt und müssen jede Art von Arbeiten erledigen, die ihnen vom Direktor des Heimes, genannt Rüssel, oder den anderen Bewohnern der Siedlung aufgetragen werden.
Bei der Verteilung der Arbeiten tun sich neben Rüssel vor allem der Leiter der Siedlungsmiliz Napoleönchen, der Schuldirektor Natter und Stationsvorsteher Koslow, der es vor allem auf die Mädchen abgesehen hat, hervor.
In diesem „Spez“ gibt es neun Kukuschkins: den gerechtigkeitsliebenden friedlichen Motja, Senka, der seit der falschen Antwort, was man von einem Salat essen könne, nur noch „Wurzel“ heißt, Bergmann, der schon mal abgehauen ist und dann unter Tage im Bergbau arbeitete, der aufbrausende Wissarion („Bissig“), Sergejs bester Freund, Engel, ein blondgelockter Junge, der wie ein Engel aussieht und ein paar Worte bulgarisch kann, ohne zu wissen woher, Grille, ihr bester Sänger, Sandra, die, seitdem ihre Eltern abgeholt wurden, nicht mehr sprechen, nur noch lallen kann, Sergej, die Hauptperson, und Schwänzchen, das jüngste Kuckuckskind. Eigentlich gehört noch Christik zu ihnen, doch der ist inzwischen aus dem Heim abgehauen. Keines der Kinder kann sich an die Eltern, Verwandte oder an ihre frühere Wohnung erinnern.

„Ja, wir haben Angst vor der Dunkelheit, obwohl nicht alle so wie Engel es zeigen, und die rührt ja wohl von jener Nacht her, in der ebensolche Bullen in unser Haus kamen, an das wir uns nicht mehr erinnern, mit ihren Stiefeln polterten und Möbel verrückten. Sie kamen in unser Haus. In unser Leben. Und in unsere Seele.

Wir erinnern uns nicht daran, aber unsere Seele, die erinnert sich bestimmt. 

Sie spuckt, wie Bergmann seinen Auswurf, stückchenweise die in ihr angesammelte Schwärze aus.“

Eines Tages bekommen die Kukuschkins Besuch. Maria Iwanowna sucht einen Sergej Kukuschkin. Sie erkennt ihn unter den Kukuschkins wieder und erzählt ihm unter vier Augen von seinem Vater, einem Flugzeugkonstrukteur, der der Zusammenarbeit mit den Faschisten bezichtigt wurde und deshalb im Gefängnis verschwand. Sie weiß nicht, wo er ist und ob er noch lebt. Maria Iwanowna verspricht Sergej wieder zu kommen und ihm dann mehr zu erzählen.
Mascha, wie Sergej sie in Gedanken nennt, erzählt, wie sie auf der Suche nach ihm auf die Frau aus der Kindersammelstelle traf, die ihnen allen ihren eigenen Nachnamen – Kukuschkina – gegeben hatte, damit sie es in der Zukunft leichter hätten und nicht so leicht zu finden wären.
Mascha übergibt Sergej bei ihrem letzten Treffen seine Geburtsurkunde und ein von seinem Vater auf Sergejs Namen angelegtes Sparbuch, mit der hohen Summe von 100.000 Rubel. Das Geld erhielt sein Vater als Prämie für den erfolgreichen Abschluss eines kriegswichtigen Projekts.
Die Kukuschkins beschließen nach Moskau zu fahren und Stalin, dem „besten Freund der sowjetischen Kinder“, im Kreml  einen Besuch abzustatten. Nur er kann ihnen bei der Suche nach ihren Eltern helfen. Sandra soll Sergej begleiten. Da Schwänzchen beim Ablenkungsmanöver, das dem Einsteigen dient, nicht mehr rechtzeitig aus dem Zug springen kann, fährt auch er mit. Die Zugbegleiterin Dunja, bei der sie während der Zugfahrt unterkommen, ist eine der wenigen Erwachsenen, die ihnen hilft und verabredet mit ihnen auch einen Treffpunkt für ihre Rückreise.
Die Kinder kommen nicht an der Kreml-Wache vorbei und retten mit knapper Not ihre Dokumente, die sie vorzeigten, um eingelassen zu werden. Sie begreifen schließlich, dass man sie nicht zu Stalin vorlassen wird. Nun bleibt ihnen nur noch die Kukuschkina, deren Adresse sie von Mascha kannten. Die kann sich im Einzelnen nicht mehr an die Kinder erinnern, weiß aber von Mascha, dass Sergejs Verwandte nicht weit von ihr wohnen. Es stellt sich heraus, dass sich sowohl sein Onkel als auch seine Mutter von seinem Vater losgesagt haben und aus Angst vor Verfolgung nichts mit Sergej zu tun haben wollen. Auch der Versuch, etwas Geld von seinem Sparbuch abzuheben, bleibt erfolglos, da er noch nicht alt genug ist. So bleibt ihnen nur die Rückfahrt ins „Spez“. Den dritten Wagen betreut nun ein anderer Zugbegleiter und sie erfahren, dass Dunja, die Sandra gern zu sich genommen hätte, offensichtlich verunglückt ist. So endet ihre Reise in einem Desaster; sie kehren ohne Hoffnung und mit leeren Händen zurück.

„Von Moskau erzählten wir den Kuckuckskindern nur wenig. Daß der Kreml verschlossen war und Bullen den Genossen Stalin bewachten. 

Und von Frau Kukuschkina, die gesagt hatte, wir sollten nach niemandem suchen. Niemand sei mehr am Leben.“

Sergej bekam schon während der Rückfahrt von Moskau die Idee, seinen Geburtstag zu feiern. Er ist bereit, dafür sein Sparbuch einzusetzen und handelt mit Fillipok, dem Kellner und der Köchin des Restaurants am Bahnhof, ein Fest aus, mit Essen, Trinken und Musik für die etwa 100 Insassen des „Spez“. Das Fest wird aus Sergejs Sicht ein Erfolg. Doch als Fillipok und die Köchin merken, dass sie kein Bargeld bekommen und das Sparbuch in ihren Händen wertlos ist, sperren sie als Pfand Senka ein und wollen ihn erst freilassen, wenn Sergej bezahlt hat. In ihrer Not erzählen die Kinder nun ihrer Betreuerin, genannt Tussi, die Geschichte und bitten sie, das Geld für sie abzuholen. Die hinterbringt die Geschichte sofort dem Direktor. Rüssel fährt dann am nächsten Tag tatsächlich nach Moskau. Wie sich später herausstellt, spendet er das Geld im Namen der ganzen Siedlung für einen Verteidigungsfonds. Senka verdurstet inzwischen im Kellerloch, in dem er von Fillipok und der Köchin festgehalten wird, wird ins Krankenhaus gebracht und schließlich irgendwo verscharrt.
Am Abend wird im Heim der Film Panzerkreuzer Potemkin gezeigt und die aufgestaute Wut führt – wie im Film – zum Aufstand. Rüssels Büro wird verwüstet und sämtliche Dokumente werden im Hof verbrannt. Dann statten sie nacheinander dem Direktor, Napoleönchen und Koslow einen Besuch ab, verwüsten deren Einrichtungen und rächen sich so für das ihnen angetane Unrecht und den Tod Senkas. Sandra soll Koslow, der sich an ihr vergangen hat, erschießen, doch sie schafft es nicht und lässt das beim Milizvorsteher erbeutete Gewehr, das schon auf ihn gerichtet ist, wieder sinken.
Nach diesem Ausbruch von Gewalt sind die Kinder müde und gehen ins Heim zurück. Kurz bevor sie von der örtlichen Miliz gestellt werden können, flüchten sie aus dem Heim. Ihr erster Anlaufpunkt ist die Poststation, wo sie ein Telegramm an Stalin aufgeben, mit der Bitte, in die Siedlung zu kommen und zu helfen. Auf die Frage der Kukuschkins, ob das Telegramm auch wirklich zugestellt werde, seufzt die ihnen wohlgesinnte Postfrau nur.
Sie verschanzen sich anschließend in einem Schuppen, verbringen dort gemeinsam ihre letzte Nacht und werden am nächsten Tag von der örtlichen Miliz unter Leitung Napoleönchens erbarmungslos zusammengeschossen.
Im Epilog erhält Jahre später der Leiter der Siedlungsmiliz Anatoli Kutscherenko (Napoleönchen) zum 60. Geburtstag im Kreise seiner Familie ein Telegramm:

„Gratulieren warten die Kuckuckskinder.“

Es bleibt offen, von wem das Telegramm tatsächlich stammt. Napoleönchen, der inzwischen woanders wohnt, fährt in die Siedlung zurück und fragt auf der Poststelle nach. Kinder hätten das Telegramm aufgegeben, es sei auch ein Mädchen dabei gewesen und eines habe einen komischen Namen gehabt, Schwänzchen. Napoleönchen erblasst und begibt sich auf das Feld in die Senke, wo früher der Schuppen stand. Er stirbt dort in Erwartung der Kuckuckskinder an einem Herzinfarkt.

## Stilistik
Die Geschichte wird aus Sergejs Sicht erzählt, der in seiner kindlichen Naivität bis zum Schluss daran glaubt, dass Stalin der einzige ist, der an ihrer Situation keine Schuld trägt. 

Pristawkin lässt Sergej vom Ende her – aus dem Schuppen, in dem sich die Kinder verschanzt haben – in Rückblenden erzählen.